# Saint-Hilaire-du-Harcouët
Saint-Hilaire-du-Harcouët là một xã trong tỉnh Manche, thuộc vùng hành chính Normandie của nước Pháp, có dân số là 431 người (thời điểm 1999).

## Nhân khẩu học
| 1962  | 1968  | 1975  | 1982  | 1990  | 1999  |
| ----- | ----- | ----- | ----- | ----- | ----- |
| 3 871 | 4 583 | 5 077 | 4 849 | 4 489 | 4 368 |

## Những người con của thành phố
- Jean-Claude Bagot đua xe đạp chuyên nghiệp